# Thesium malaissei
Thesium malaissei är en sandelträdsväxtart som beskrevs av André Gilles Célestin Lawalrée. Thesium malaissei ingår i släktet spindelörter, och familjen sandelträdsväxter. Inga underarter finns listade i Catalogue of Life.